# Michael Angelis
Michael Angelis, född 29 april 1944 i Paddington i London (men uppväxt i Liverpool), död 30 maj 2020 i Thatcham, Berkshire, var en brittisk skådespelare och röstskådespelare, bland annat känd för att ha gjort berättarrösten för den brittiska TV-serien Thomas och vännerna i den engelska versionen från säsong 3 till säsong 16 (1991–2012).